# Fatimé Kimto
Fatimé Kimto (geb. im 20. Jahrhundert; gest. 21. Mai 2015) war eine tschadische Politikerin. Sie war die erste Frau in der Geschichte des Landes, die einen Posten im Kabinett einnahm.

## Leben
Kimto war eine Muslimin aus dem Süden des Landes. Sie war die erste Frau, die ins Kabinett berufen wurde, und wurde 1982 Minister of Social Affairs and Women. Sie behielt den Posten bis 1984. Später kam sie noch zweimal ins Kabinett als Minister of Social Action and Family (1999–2001) und erneut von 2004 bis 2005 sowie als Minister of Civil Service, Labour, and Employment (2005–2007). In der zweiten Funktion trat sie 2000 bei einem Treffen der Generalversammlung der Vereinten Nationen auf, wo sie die Gleichberechtigung der Geschlechter zu ihrem Thema machte. Am Anfang ihrer Karriere war sie ebenfalls Mitglied des Politbüros  der Union Nationale pour l’indépendance et la révolution (UNIR). In ihren Amtszeiten beschäftigte sie sich unter anderem mit Arbeitsbedingungen für Arbeiter im Tschad und mit Frauenrechten in der Gesellschaft des Tschad.
Kimto verstarb am 21. Mai 2015 in N’Djamena nach langer Krankheit. Ihr Tod wurde von der derzeitigen Regierung kaum zur Kenntnis genommen.

## Familie
Kimto hinterließ ihre vier erwachsenen Kinder Alain, William, Olivier, Chantal, sowie ihren Ehemann Dongus Kimto.
Ihr Bruder war Kimto Ngomdji, ein Mathematikprofessor in Nigeria. Er hinterließ die fünf Kinder Johnson, Patricia, Rita, Emmanuel und Blessing.